# 俺の戦隊オレンジャー
『俺の戦隊オレンジャー』（おれのせんたいオレンジャー）は、株式会社マトリックスが開発しジー・モードより配信された育成シミュレーションゲーム。iアプリとVアプリ向けにそれぞれ2005年2月7日と3月16日に発売されたほか、フィーチャーフォン用ゲームの移植プロジェクト「G-MODEアーカイブス」の第26弾としてNintendo Switch版が2020年12月24日に発売された。
本稿では続編のパズルゲーム『俺の戦隊オレンジャー2 列島縦断ツアー』についても記述する。

## 概要
スーパー戦隊シリーズをパロディにした内容で、ヒーロー役のメンバーたちを育成してテレビ番組やキャラクターショーで活躍させることを目指す。
プレイヤーは戦隊の長官となり、子供、若者、中年、年配の男女からオーディション形式でメンバーを選抜する。1週間かけて後述の各種ステータスを上げ、ストレスが溜まらない様にオフを取らせる。日曜日に行われる番組収録（第3週のみキャラクターショー）では敵の戦闘員との戦闘を行い、変身することで能力が大きく上昇する（ただし、メンタルのステータスが低いと変身に失敗することもある）。攻撃をするごとに時間が経過し、1分で決着が着かない場合には強制終了となりスコアが減る。戦闘の中盤からは合体ロボットのシーンになるが、直前で行われる戦闘機に乗り込むミニゲームや増減するゲージでタイミングよく目押しするミニゲームの結果により合体の成功率が決まる。
4週×12ヶ月が経過するとエンディングになり、どの要素を重点的に育てたかによりエンディングの内容が変化する。

## ステータス
- フィジカル - 体力。HPを高める。
- オフェンス - 攻撃力。数値が高いと必殺技に攻撃力アップの技がつく。
- ディフェンス - 防御力。数値が高いと必殺技に防御力アップの技がつく。
- スピード - 相手の攻撃の避けやすさ。数値が高いとコンボ攻撃の技がつく。
- メンタル - 変身に必要な精神力。数値が高いほど変身の成功率が上がり、20あれば必ず成功する。
- ルックス - 見た目の良さ。数値が高いと全体攻撃の威力がアップする。
- ストレス - 数値が高いと攻撃をサボる。ダメージを受けたり必殺技を使用したりすると上昇する。
- 善悪 - モラル。善寄りだと子供人気が、悪寄りだと中学生男子人気が、中間だと主婦人気が上がる。

## 俺の戦隊オレンジャー2 列島縦断ツアー
『俺の戦隊オレンジャー2 列島縦断ツアー』（おれのせんたいオレンジャー2 れっとうじゅうだんツアー）は、iアプリ・S!アプリ・EZアプリ用ソフトとしてそれぞれ2010年6月28日、10月13日、12月16日に発売された。育成シミュレーションゲームだった前作とは異なり本作はマッチ3パズルゲームで、オレンジャーのメンバーが日本を縦断し各都道府県の怪人やご当地ヒーローと対決するという趣向になっている。
追加パック
- 「ヒーロー大百科事典」

ガチャゲット全シリーズの解放＋新たな敵や秘密指令を追加。
- 「もっとオレンジャーパック」

新型ロボやレベル上限の解放などゲーム内容を強化。
- 「劇場版オレンジャー」

沖縄を舞台とした完結編シナリオを追加。